# Prêmio de Matemática NAS
O Prêmio Mirzakhani é concedido pela Academia Nacional de Ciências dos Estados Unidos (em inglês:  National Academy of Sciences - NAS) em reconhecimento à "excelência de pesquisa em ciências matemáticas publicada nos 10 anos anteriores." É concedido desde 1988 a cada quatro anos, com um prêmio de $ 5,000 (cinco mil dólares americanos). 
Anteriormente denominado como Prêmio de Matemática NAS (em inglês:  NAS Award in Mathematics), a premiação foi renomeada como uma forma de honrar a falecida Maryam Mirzakhani (1977-2017), a primeira mulher a ganhar o "Fields Medal", o prêmio mais prestigiado na matemática, comumente comparado ao Prêmio Nobel. 
Após 2012, o prêmio foi suspenso, voltando em 2018, renomeando-o em homenagem a Mirzakhani e recebendo um incentivo maior. 

## Laureados[2]

#### 1988:Robert Langlands
Robert Langlands foi premiado por sua visão extraordinária que trouxe a representação da teoria de grupos a uma nova e revolucionária relação com a teoria das forma automórfica e com a teoria dos números. Suas áreas de pesquisa são a teoria da forma automórfica, matemática física e teoria da representação.

#### 1992:Robert MacPherson
MacPherson possui especialização em singularidades, mas já trabalhou em combinatórias, em formas modulares, em teoria da representação e em geometria algébrica. Recebeu o prêmio por seu papel pela introdução e aplicação de novas e radicais abordagens na topologia de singularidades.

#### 1996:Andrew J. Wiles
Por descobrir uma estratégia para entender parte da conjectura de Shimura-Taniyama, provar o último teorema de Fermat e ter coragem e habilidade técnica em completar suas ideias, Andrew J. Wiles recebeu o prêmio. 

#### 2000:Ingrid Daubechies
O foco de sua pesquisa são os aspectos matemáticos do tempo, a análise de frequência, onduletas e compreensão de sinais. Daubechies recebeu o prêmio por suas descobertas fundamentais em onduletas e suas expansões, além de seu papel em fazer dos métodos de onduletas uma ferramenta prática em matemáticas aplicadas.

#### 2004:Dan-Virgil Voiculescu
Voiculescu recebeu o prêmio por sua teoria da probabilidade livre, usando matrizes aleatórias e um novo conceito de entropia para resolver problemas da álgebra de von Neumann.

#### 2008:Clifford Taubes
Por seu trabalho relacionado a Seiberg-Witten e Gromov-Witten invariantes e por sua prova da conjectura de Weinstein, Clifford Taubes recebeu o prêmio.

#### 2012:Michael Jerome Hopkins
Em 2008, Hopkins recebeu o prêmio por seu papel de liderança em desenvolver a teoria da homotopia, o que revigorou a topologia algébrica como um campo central da Matemática além de ter conduzido à resolução do problema de Kervaire. 

#### 2020:Larry Guth
Recebeu o prêmio por desenvolver conexões originais e profundas entre geometria, análise, topologia e combinatória que fomentaram avanços significantes em diversos problemas nessas áreas.

#### 2022:Camilo de Lellis
Camilo de Lellis ganhou o prêmio por suas contribuições ditas como fundamentais no estudo de soluções dissipativas para as equações de Euler e para a teoria da regularidade das superfícies mínimas.

#### 2024:Sylvia Serfaty
Serfaty recebeu o prêmio por suas contribuições impactantes para o estudo de equações diferenciais parciais não lineares e de problemas de física estatística. Ela estudou problemas de massa física condensada, sobretudo supercondutividade e micromagnetismo. Serfaty desenvolveu novas técnicas para análise de dinâmicas entre interações de partículas. 